# The Amazing Spider-Man vs. The Kingpin
The Amazing Spider-Man vs. The Kingpin (também conhecido como Spider-Man vs. The Kingpin ou simplesmente Spider-Man) é um jogo eletrônico produzido pela Sega of America e desenvolvida pela Technopop. Foi lançado para Sega Mega Drive/Genesis, Master System, e Game Gear; e também teve uma versão atualizada lançada para Sega CD.
É um jogo de plataforma lateral, no qual o jogador controla o super-herói Homem-Aranha para combater vários super-vilões (Doutor Octopus, Homem-Areia, O Lagarto, Duende Macabro, Abutre, Mystério, Electro e Venom) para obter as chaves necessárias para desarmar uma bomba nuclear do Rei do Crime, que será detonada em 24 horas. Durante o jogo a namorada do Homem-Aranha, Mary Jane Watson, é sequestrada por Venom.

## Versões

### Versão do Mega Drive/Genesis
A versão para o Sega Mega Drive, foi lançada em 1991 e se popularizou entre os fãs de histórias em quadrinhos, ajudando a estabelecer o sucesso do console. Alguns críticos notaram que o jogo tinha gráficos e som superiores, além de recriar fielmente os personagens para o universo dos jogos, e permitir que o jogador tire fotos dos inimigos no jogo para vender ao Clarim Diário para comprar mais fluido de teia. O tesouro tinha quatro tipos de dificuldades, um concurso foi realizado para ver quem conseguia completar o modo ultra-difícil do jogo, conhecido como nightmare. No desafio ultra-difícil o jogador no final de cada round tinha que enfrentar brevemente Venom, antes de lutar com o chefe atual. Além de Venom existem vários outros personagens que são inimigos do Homem-Aranha para você lutar, tais como: Duende Macabro, o Lagarto, Doutor Octopus, Homem-Areia, Electro e Mystério.
Segundo o desenvolvedor Randel B. Reiss, esta versão teve um enorme sucesso comercial: dois terços dos donos de Mega Drive da época compraram o jogo, e sozinho fez com que a Marvel Comics não cancelasse o seu contrato com a Sega.

### Versão do Master System/Game Gear
A versão do jogo de 8-bits para o Master System foi um dos últimos jogos vendidos na América para o Master System. Ele tinha o mesmo formato básico e enredo da versão de 16-bits, com os níveis redesenhados, cutscenes(incluindo um cameo do Doutor Estranho) e mesmo na dificuldade mais fácil era considerada difícil de terminar. Nesta versão Mary Jane não é sequestrada, mas ela aparece no final do jogo, caso o jogador consigo o melhor final.
Um versão quase idêntica também foi lançada para a plataforma portátil, Game Gear.

### Versão do Sega CD
A versão de 16-bits do Sega CD (1993) recebeu vários melhoramentos, para tirar a vantagem máxima da capacidade extra de memória do CD-ROM do sistema. Cenas animadas, com vozes de atores, para mostrar o desenrolar da história, e cenários em que o personagem morre. O lançamento também adicionou dois novos níveis, movimentos extras de combate, a capacidade de recolher reproduções das edições dos quadrinhos do Homem-Aranha, e ainda uma trilha sonora musical original composta por Spencer Nilsen e a banda de rock Mr. Big. O jogo também se tornou menos linear, deixando o jogador acessar diferentes partes da cidade (incluindo uma estação de TV local). No entanto, a habilidade de tirar fotos, a fim de ganhar dinheiro para comprar fluido de teia, saiu desta versão. Além disso, antes de enfrentar o Rei do Crime, o jogador deveria derrotar o Mercenário e Mary Tyfoid.

## Finais Alternativos
A versão do Sega CD mostrou algumas cutscenes alternadas, dependendo do nível de dificuldade do Rei do Crime. Se você ganhar do Rei do Crime e deixar Mary Jane cair no poço de ácido, a polícia prende o Rei do Crime e o Homem-Aranha promete vingar Mary Jane. Se o jogador não consegue ganhar do Rei do Crime (ou de seus guarda-costas), ambos, Mary Jane e Homem-Aranha cairiam no poço. A versão do Mega Drive é similar, apenas o Rei do Crime pode escapar se mata Mary Jane, deixando o coração do Homem-Aranha partido.
Na versão do Master System, Mary Jane não é sequestrada, no entanto, se o jogador falha o Rei do Crime foge.